# Torneo Apertura 2022 Segunda División (Guatemala)
El Torneo Apertura 2022 fue el torneo que dio inicio a la temporada 2022-23 de la Segunda División de Guatemala, tercera categoría del fútbol guatemalteco. 
AFF GUATEMALA se proclamó campeón tras derrotar a Pajapita FC
en la serie final con un global de 4-2 . Ambos equipos clasificaron a las series de ascenso 2023.

## Sistema de competencia
El torneo se divide en dos fases:
- Fase de clasificación: 14 fechas de 20 partidos (280 partidos totales)
- Fase final: 28 partidos (desde octavos de final

### Fase de clasificación
Los 40 equipos participantes son divididos en 5 grupos de 8 equipos a razón de proximidad geográfica. Durante esta fase, cada equipo juega a visita recíproca contra sus otros 7 rivales de grupo, para un total de 14 fechas. Tras finalizar las 14 fechas regulares, los equipos son ordenados según la cantidad de puntos obtenidos (3 por victoria, 1 por empate y 0 por derrota), utilizando el diferencial de goles y los goles anotados como criterios de desempate. Los dos primeros lugares de cada grupo y el equipo tercer lugar con más puntos clasifican a la fase final por el título.

### Fase final
Los 16 equipos clasificados se ordenan según los puntos obtenidos en la fase de clasfiicación, enfrentándose a visita recíproca de la siguiente manera:
- 1° vs. 16°
- 2° vs. 15°
- 3° vs. 14°
- 4° vs. 13°
- 5° vs. 12°
- 6° vs. 11°
- 7° vs. 10°
- 8° vs. 9°

Los equipos ganadores de las series serán aquellos que anoten más goles en los dos partidos correspondientes. Tras haberse definido los 8 clasificados, los cuartos de final se jugarán a visita recíproca, enfrentando a los equipos de modo que:
- 1.° mejor clasificado vs 8.° mejor clasificado
- 2.° mejor clasificado vs 7.° mejor clasificado
- 3.° mejor clasificado vs 6.° mejor clasificado
- 4.° mejor clasificado vs 5.° mejor clasificado

Tras finalizados los dos enfrentamientos, los equipos ganadores de las series se enfrentan en la ronda semifinal a partido único en una sede equidistante a la localía de los equipos a enfrentar; lo anterior responde a que los equipos clasificados a la final también clasificarán a las series de ascenso. El orden de los enfrentamientos se define de modo que:
- 1.° mejor clasificado vs 4.° mejor clasificado
- 2.° mejor clasificado vs 3.° mejor clasificado

Los equipos ganadores clasificarán a la final y a las series de ascenso. Asimismo, el equipo que gane la final enfre los ganadores de las dos semifinales será nombrado campeón de liga.

### Series de ascenso
Los finalistas del Torneo Apertura y el Torneo Clausura se enfrentarán a un partido en sede neutral de la siguiente forma:
- Campeón del Apertura vs Subcampeón del Clausura
- Campeón del Clausura vs Subcampeón del Apertura

Los dos equipos ganadores de estas series ascenderán a Primera División. Mientras tanto, los equipos perdedores se enfrentarán en otro duelo en sede neutral para definir el tercer ascenso.

## Equipos participantes

### Cambios
| Pos.  | Descendidos de la Primera División 2021-22 |
| ----- | ------------------------------------------ |
| Prom. | Naranjeros Escuintla                       |
| 19.º  | Agua Blanca                                |
| 20.º  | Deportivo Amatitlán                        |

| Pos.  | Ascendidos a la Primera División 2022-23 |
| ----- | ---------------------------------------- |
| 1.º   | Barberena                                |
| 2.º   | San Benito                               |
| Prom. | San Juan                                 |

| Pos.  | Ascendidos desde la Tercera División 2021-22 |
| ----- | -------------------------------------------- |
| 1.º   | Jutiapa                                      |
| 2.º   | AFF CENMA Santiago                           |
| Prom. | Rayados GT                                   |
| Prom. | Palencia                                     |

| Pos.  | Descendidos a la Tercera División 2022-23 |
| ----- | ----------------------------------------- |
| Fich. | San Diego                                 |
| 38.°  | Buenos Aires                              |
| 39.°  | Champerico                                |
| 40.°  | Deportivo Tiquisate                       |

### Cambios por venta de derechos deportivos
| Equipo vendedor      | Transacción | Equipo comprador          | Procedencia del Equipo Comprador     |
| -------------------- | ----------- | ------------------------- | ------------------------------------ |
| San Diego            | Compraventa | América de Salcajá        | Tercera División (recién descendido) |
| Capitalinos          | Compraventa | Santa Cruz (ZA)           | Recién fundado                       |
| Milpas Altas         | Intercambio | Santo Tomás Independencia | Tercera División                     |
| Salamá               | Compraventa | Aguacatán                 | Tercera División                     |
| Sansare              | Compraventa | Malacas                   | Recién fundado                       |
| Naranjeros Escuintla | Compraventa | San Miguel                | Tercera División                     |
| Rayados GT El Tejar  | Compraventa | Tejutla                   | Tercera División                     |

### Grupos
La organización de grupos ya se había realizado cuando se vendieron los derechos deportivos de varios equipos participantes. Lo anterior provocó cambios en los grupos: 
- Rayados GT dejó un puesto vacante en el grupo C
- Naranjeros Escuintla dejó un puesto vacante en el grupo D
- El puesto vacante del grupo C fue ocupado por CSD San Pedro (del grupo E).
- El puesto vacante del grupo D fue ocupado por Tejutla (comprador de la ficha de Rayados GT).
- El puesto vacante del grupo E fue ocupado por San MIguel (comprador de la ficha de Naranjeros Escuintla).

| Grupo A - Nororiente   | Grupo A - Nororiente            | Grupo B - Suroriente   | Grupo B - Suroriente         | Grupo C - Centro | Grupo C - Centro             |
| Equipo                 | Participante                    | Equipo                 | Participante                 | Equipo           | Participante                 |
| ---------------------- | ------------------------------- | ---------------------- | ---------------------------- | ---------------- | ---------------------------- |
| Carchá                 | San Pedro Carchá, AV            | Agua Blanca            | Agua Blanca, JU              | AFF Guatemala    | Ciudad de Guatemala          |
| Heredia                | Livingston, IZ                  | Atlas Esquipulas       | Esquipulas, CM               | Amatitlán        | Amatitlán, GU                |
| Izabal                 | Puerto Barrios, IZ              | Chiquimulilla          | Chiquimulilla, SR            | Bárcena          | Bárcena, GU                  |
| Manatí                 | El Estor, IZ                    | Cuilapa                | Cuilapa, SR                  | Fraijanes        | Fraijanes, GU                |
| Melchor                | Melchor de Mencos, PE           | Gualán                 | Río Hondo, ZA                | Futeca           | Ciudad de Guatemala          |
| Santa Cruz (Z)         | Río Hondo, ZA                   | Jutiapa                | Jutiapa, JU                  | Palencia         | Palencia, GU                 |
| Santa Cruz AV          | Santa Cruz Verapaz, AV          | San Jorge              | San Jorge, ZA                | CSD San Pedro    | San Pedro La Laguna, SO      |
| Sayaxché               | Sayaxché, PE                    | Tigres del Jumay       | Jalapa, JA                   | Santo Tomás IFC  | Santa Lucía Milpas Altas, SA |
| Grupo D - Suroccidente | Grupo D - Suroccidente          | Grupo E - Noroccidente | Grupo E - Noroccidente       |                  |                              |
| Equipo                 | Participante                    | Equipo                 | Participante                 |                  |                              |
| América Salcajá*       | Salcajá, QZ                     | Aguacatán              | Aguacatán, HU                |                  |                              |
| Ayutla                 | Ayutla Tecún Umán, SM           | Barillas               | Santa Cruz Barillas, HU      |                  |                              |
| Deportivo Bolivia      | Santo Domingo Suchitepéquez, SU | Chiantla               | Chiantla, HU                 |                  |                              |
| Deportivo Colomba      | Colomba Costa Cuca, QZ          | Democracia             | La Democracia, HU            |                  |                              |
| Juventud Retaltecos    | Retalhuleu, RE                  | Juventud Copalera      | San Ildefonso Ixtahuacán, HU |                  |                              |
| Pajapita               | Pajapita, SM                    | La Libertad            | La Libertad, HU              |                  |                              |
| San Pedro FC           | San Pedro La Laguna, SO         | Malacas                | Malacatancito, HU            |                  |                              |
| Tejutla                | Tejutla, SM                     | San Miguel             | San Miguel Ixtahuacán, SM    |                  |                              |

## Fase de clasificación

### Grupo A - Nororiente
| Pos. | Equipos         | PJ | PG | PE | PP | GF | GC | Dif. | PTS |
| ---- | --------------- | -- | -- | -- | -- | -- | -- | ---- | --- |
| 1.   | Heredia         | 14 | 6  | 5  | 3  | 28 | 15 | +13  | 23  |
| 2.   | Melchor         | 14 | 6  | 5  | 3  | 23 | 17 | +6   | 23  |
| 3.   | Carchá          | 14 | 6  | 4  | 4  | 19 | 13 | +6   | 22  |
| 4.   | Izabal JC       | 14 | 5  | 5  | 4  | 15 | 15 | 0    | 20  |
| 5.   | Santa Cruz (Z)  | 14 | 5  | 3  | 6  | 18 | 24 | -6   | 18  |
| 6.   | Manatí          | 14 | 5  | 2  | 7  | 10 | 13 | -3   | 17  |
| 7.   | Sayaxché        | 14 | 4  | 4  | 6  | 19 | 26 | -7   | 16  |
| 8.   | Santa Cruz (AV) | 14 | 4  | 2  | 8  | 15 | 24 | -9   | 14  |

|     | CAR   | HER   | IZA   | MAN   | MEL   | SCV   | SCZ   | SAY   |
| --- | ----- | ----- | ----- | ----- | ----- | ----- | ----- | ----- |
| CAR |       | 0 - 0 | 3 - 2 | 1 - 0 | 2 - 0 | 2 - 0 | 4 - 1 | 2 - 1 |
| HER | 2 - 1 |       | 0 - 0 | [ 8 ] | 3 - 3 | 6 - 3 | 3 - 0 | 6 - 0 |
| IZA | 0 - 0 | 1 - 0 |       | 2 - 1 | 2 - 2 | 1 - 1 | 2 - 1 | 1 - 0 |
| MAN | 1 - 0 | 0 - 0 | 1 - 0 |       | 2 - 1 |       | 1 - 0 | 1 - 1 |
| MEL | 2 - 2 | 1 - 0 | 2 - 0 | 2 - 0 |       | 2 - 1 | 3 - 0 | 3 - 2 |
| SCV | 1 - 0 | 1 - 2 | 1 - 2 | 1 - 0 | 0 - 0 |       | 2 - 0 | 2 - 1 |
| SCZ | 0 - 0 | 3 - 2 | 2 - 1 | 2 - 1 | 1 - 1 | 4 - 1 |       | 3 - 2 |
| SAY | 3 - 2 | 2 - 2 | 1 - 1 | 1 - 0 | 2 - 1 | 2 - 1 | 1 - 1 |       |

### Grupo B - Suroriente
| Pos. | Equipos          | PJ | PG | PE | PP | GF | GC | Dif. | PTS |
| ---- | ---------------- | -- | -- | -- | -- | -- | -- | ---- | --- |
| 1.   | Cuilapa          | 14 | 11 | 0  | 3  | 33 | 10 | +23  | 33  |
| 2.   | Jutiapa          | 14 | 8  | 1  | 5  | 21 | 18 | +3   | 25  |
| 3.   | Tigres del Jumay | 14 | 7  | 3  | 4  | 20 | 15 | +5   | 24  |
| 4.   | Chiquimulilla    | 14 | 4  | 6  | 4  | 20 | 23 | -3   | 18  |
| 5.   | Agua Blanca      | 13 | 4  | 5  | 5  | 11 | 11 | 0    | 17  |
| 6.   | San Jorge        | 14 | 4  | 3  | 7  | 11 | 22 | -11  | 15  |
| 7.   | Gualán           | 14 | 3  | 4  | 7  | 19 | 21 | -2   | 13  |
| 8.   | Atlas Esquipulas | 14 | 2  | 4  | 8  | 15 | 30 | -15  | 10  |

|     | AGB   | ATS   | CHQ   | CUI   | GLN   | JUT   | SJO   | TIG   |
| --- | ----- | ----- | ----- | ----- | ----- | ----- | ----- | ----- |
| AGB |       | 1 - 1 | 1 - 1 | 2 - 1 | 0 - 0 | 0 - 0 | 3 - 0 | 15.09 |
| ATS | 1 - 1 |       | 2 - 2 | 0 - 2 | 2 - 2 | 3 - 2 | 3 - 1 | 0 - 0 |
| CHQ | 1 - 0 | 3 - 0 |       | 0 - 3 | 1 - 0 | 1 - 3 | 3 - 3 | 4 - 1 |
| CUI | 2 - 1 | 2 - 1 | 3 - 0 |       | 4 - 1 | 3 - 1 | 5 - 0 | 3 - 0 |
| GLN | 1 - 2 | 3 - 1 | 2 - 0 | 1 - 2 |       | [ 8 ] | 1 - 2 | 1 - 0 |
| JUT | 2 - 0 | 4 - 0 | 3 - 0 | 1 - 0 | 2 - 1 |       | 1 - 0 | 1 - 2 |
| SJO | 1 - 0 | 2 - 0 | 0 - 0 | 0 - 2 | 1 - 1 | 0 - 1 |       | 1 - 0 |
| TIG | 1 - 0 | 5 - 2 | 2 - 2 | 2 - 1 | 2 - 0 | 3 - 0 | 2 - 0 |       |

### Grupo C - Centro
| Pos. | Equipos         | PJ | PG | PE | PP | GF | GC | Dif. | PTS |
| ---- | --------------- | -- | -- | -- | -- | -- | -- | ---- | --- |
| 1.   | Fraijanes       | 14 | 12 | 1  | 1  | 29 | 10 | +19  | 37  |
| 2.   | CSD San Pedro   | 14 | 9  | 1  | 4  | 24 | 13 | +11  | 28  |
| 3.   | Santo Tomás IFC | 14 | 8  | 2  | 4  | 24 | 14 | +10  | 26  |
| 4.   | Palencia        | 14 | 7  | 3  | 4  | 41 | 24 | +17  | 24  |
| 5.   | AFF Guatemala   | 14 | 6  | 1  | 7  | 21 | 23 | -2   | 19  |
| 6.   | Amatitlán       | 14 | 4  | 1  | 9  | 15 | 28 | -13  | 13  |
| 7.   | Futeca          | 14 | 3  | 2  | 9  | 14 | 26 | -12  | 11  |
| 8.   | Bárcena         | 14 | 1  | 1  | 12 | 11 | 41 | -30  | 4   |

|     | AFF   | AMA   | BCN   | FRJ   | FUT   | PAL   | CSP   | STI   |
| --- | ----- | ----- | ----- | ----- | ----- | ----- | ----- | ----- |
| AFF |       | 3 - 1 | 5 - 0 | 0 - 1 | 3 - 0 | 2 - 2 | 0 - 2 | 1 - 0 |
| AMA | 2 - 1 |       | 3 - 0 | 0 - 1 | 0 - 2 | 1 - 4 | 0 - 1 | 3 - 3 |
| BCN | 3 - 1 | 0 - 1 |       | 0 - 0 | 1 - 1 | 2 - 5 | 1 - 5 | 0 - 3 |
| FRJ | 3 - 0 | 5 - 0 | 2 - 1 |       | 3 - 2 | 2 - 2 | 1 - 0 | 2 - 0 |
| FUT | 0 - 2 | 1 - 2 | 2 - 1 | 0 - 2 |       | 1 - 4 | 2 - 1 | 0 - 1 |
| PAL | 5 - 2 | 3 - 1 | 7 - 2 | 0 - 1 | 3 - 1 |       | 2 - 3 | 2 - 2 |
| CSP | 4 - 0 | 2 - 1 | 1 - 0 | 1 - 2 | 1 - 1 | 2 - 1 |       | 1 - 0 |
| STI | 0 - 1 | 2 - 0 | 3 - 0 | 4 - 2 | 2 - 1 | 2 - 1 | 2 - 0 |       |

### Grupo D - Suroccidente
| Pos. | Equipos             | PJ | PG | PE | PP | GF | GC | Dif. | PTS |
| ---- | ------------------- | -- | -- | -- | -- | -- | -- | ---- | --- |
| 1.   | Colomba             | 14 | 11 | 1  | 2  | 34 | 16 | +18  | 34  |
| 2.   | Pajapita            | 14 | 10 | 1  | 3  | 30 | 15 | +15  | 31  |
| 3.   | Bolivia             | 14 | 8  | 0  | 6  | 36 | 19 | +17  | 24  |
| 4.   | Tejutla             | 14 | 6  | 2  | 6  | 17 | 24 | -7   | 20  |
| 5.   | Ayutla              | 14 | 5  | 4  | 5  | 24 | 23 | +1   | 19  |
| 6.   | San Pedro FC        | 14 | 3  | 3  | 8  | 18 | 25 | -7   | 12  |
| 7.   | América Salcajá     | 14 | 2  | 4  | 8  | 13 | 26 | -13  | 10  |
| 8.   | Juventud Retaltecos | 14 | 3  | 1  | 10 | 15 | 39 | -24  | 10  |

|     | AME   | AYU   | BOL   | CLB   | JRE    | PAJ   | SPF   | TEJ   |
| --- | ----- | ----- | ----- | ----- | ------ | ----- | ----- | ----- |
| AME |       | 2 - 0 | 0 - 2 | 3 - 3 | 2 - 0  | 0 - 1 | 1 - 1 | 0 - 0 |
| AYU | 1 - 1 |       | 2 - 3 | 4 - 0 | 3 - 2  | 1 - 1 | 2 - 0 | 2 - 0 |
| BOL | 6 - 0 | 2 - 3 |       | 0 - 1 | 5 - 1  | 1 - 3 | 2 - 0 | 4 - 1 |
| CLB | 1 - 0 | 3 - 1 | 2 - 1 |       | 4 - 0  | 2 - 1 | 4 - 0 | 4 - 0 |
| JRE | 2 - 1 | 2 - 3 | 0 - 6 | 0 - 2 |        | 1 - 2 | 3 - 0 | 1 - 0 |
| PAJ | 3 - 2 | 4 - 1 | 2 - 1 | 1 - 2 | 1 - 0* |       | 2 - 1 | 4 - 0 |
| SPF | 4 - 1 | 1 - 1 | 1 - 2 | 1 - 3 | 6 - 1  | 0 - 2 |       | 2 - 0 |
| TEJ | 2 - 0 | 1 - 0 | 3 - 1 | 4 - 3 | 2 - 1  | 3 - 1 | 1 - 1 |       |

### Grupo E - Noroccidente
| Pos. | Equipos           | PJ | PG | PE | PP | GF | GC | Dif. | PTS |
| ---- | ----------------- | -- | -- | -- | -- | -- | -- | ---- | --- |
| 1.   | Juventud Copalera | 14 | 8  | 3  | 3  | 26 | 12 | +14  | 27  |
| 2.   | Democracia        | 14 | 7  | 3  | 4  | 25 | 20 | +5   | 24  |
| 3.   | Chiantla          | 14 | 7  | 0  | 7  | 29 | 19 | +10  | 21  |
| 4.   | Barillas          | 14 | 6  | 3  | 5  | 22 | 28 | -6   | 21  |
| 5.   | San Miguel        | 14 | 5  | 5  | 4  | 15 | 23 | -8   | 20  |
| 6.   | Aguacatán         | 14 | 6  | 1  | 7  | 22 | 21 | +1   | 19  |
| 7.   | La Libertad       | 14 | 3  | 5  | 6  | 23 | 28 | -5   | 14  |
| 8.   | Malacas           | 14 | 3  | 2  | 9  | 15 | 26 | -11  | 11  |

|     | AGU   | BRL   | CHN   | DEM   | JCO   | LLB    | MLC   | SMG   |
| --- | ----- | ----- | ----- | ----- | ----- | ------ | ----- | ----- |
| AGU |       | 4 - 1 | 3 - 0 | 3 - 1 | 0 - 3 | 3 - 2  | 2 - 1 | 3 - 0 |
| BRL | 1 - 1 |       | 3 - 2 | 2 - 0 | 1 - 0 | 3 - 1  | 2 - 1 | 2 - 1 |
| CHN | 2 - 0 | 3 - 0 |       | 1 - 0 | 1 - 0 | 1 - 3  | 5 - 0 | 8 - 0 |
| DEM | 2 - 1 | 2 - 1 | 3 - 1 |       | 4 - 1 | 3 - 1  | 3 - 3 | 1 - 1 |
| JCO | 2 - 1 | 5 - 0 | 4 - 0 | 2 - 3 |       | 1 - 0  | 1 - 0 | 1 - 0 |
| LLB | 4 - 1 | 3 - 3 | 0 - 4 | 1 - 1 | 2 - 2 |        | 2 - 1 | 2 - 2 |
| MLC | 1 - 0 | 2 - 2 | 2 - 1 | 2 - 1 | 0 - 1 | 1 - 1* |       | 2 - 3 |
| SMG | 1 - 0 | 0 - 2 | 1 - 0 | 1 - 1 | 0 - 0 | 2 - 1  | 2 - 0 |       |

## Fase final

### Octavos de final[9][10]
| Fechas             | Local en la ida  | Global | Local en la vuelta | Ida   | Vuelta | Serie |
| ------------------ | ---------------- | ------ | ------------------ | ----- | ------ | ----- |
| 23 y 30 de octubre | Chiantla         | 4 - 5  | Fraijanes          | 4 - 0 | 0 - 5  | A     |
| 23 y 30 de octubre | Carchá           | 4 - 5  | Colomba            | 3 - 1 | 1 - 4  | B     |
| 23 y 30 de octubre | Melchor          | 1 - 3  | Pajapita           | 1 - 0 | 0 - 3  | C     |
| 23 y 30 de octubre | Heredia          | 2 - 3  | Cuilapa            | 2 - 1 | 0 - 2  | D     |
| 22 y 29 de octubre | Tigres del Jumay | 3 - 2  | CSD San Pedro      | 3 - 0 | 0 - 2  | E     |
| 23 y 30 de octubre | Democracia       | 2 - 1  | Juventud Copalera  | 1 - 0 | 1 - 1  | F     |
| 23 y 30 de octubre | Bolivia          | 5 - 4  | Santo Tomás IFC    | 4 - 0 | 1 - 4  | G     |
| 23 y 30 de octubre | Palencia         | 5 - 2  | Jutiapa            | 1 - 0 | 4 - 2  | H     |

### Cuartos de final[11][12]
| Fechas              | Local en la ida  | Global | Local en la vuelta | Ida   | Vuelta | Serie |
| ------------------- | ---------------- | ------ | ------------------ | ----- | ------ | ----- |
| 5 y 12 de noviembre | Palencia         | 4 - 5  | Fraijanes          | 2 - 1 | 2 - 4  | I     |
| 6 y 13 de noviembre | Bolivia          | 4 - 3  | Colomba            | 2 - 1 | 2 - 2  | J     |
| 6 y 13 de noviembre | Democracia       | 5 - 4  | Pajapita           | 3 - 2 | 2 - 2  | K     |
| 6 y 13 de noviembre | Tigres del Jumay | 2 - 5  | Cuilapa            | 2 - 3 | 0 - 2  | L     |

### Semifinales[13][14]
| Fecha           | Equipo 1  | Marcador | Equipo 2   | Ciudad         | Estadio                     |
| --------------- | --------- | -------- | ---------- | -------------- | --------------------------- |
| 19 de noviembre | Bolivia   | 1 - 6    | Democracia | Quetzaltenango | Estadio Mario Camposeco     |
| 20 de noviembre | Fraijanes | 1 - 2    | Cuilapa    | Guastatoya     | Estadio David Cordón Hichos |

Democracia y Cuilapa clasifican a las series de ascenso.

### Final
| Fechas      | Local en la ida | Global | Local en la vuelta | Ida   | Vuelta |
| ----------- | --------------- | ------ | ------------------ | ----- | ------ |
| Por definir | Democracia      | 2 - 1  | Cuilapa            | 1 - 1 | 1 - 0  |

### Cuadro de honor

#### Campeón
|            |
| Democracia |
| 1.° Título |

#### Clasificados a series de ascenso 2023
|                           |                           |
| Democracia                | Cuilap                    |
| Clasificado el 19/11/2022 | Clasificado el 20/11/2022 |